# Lijst van transformatorhuisjes in Nederland
Dit is een overzicht van bijzondere transformatorhuisjes in Nederland, met name gemeentelijke, provinciale of rijksmonumenten.

## Drenthe
- Transformatorhuisje (Buinen): een provinciaal monument in Buinen
- Transformatorhuisje (Vries): een rijksmonument in Vries

## Friesland
- Transformatorhuisje (Drachten): een rijksmonument in Drachten

## Gelderland
- Transformatorhuisje (Arnhem, Van Heemstralaan): een rijksmonument in Arnhem aan de Van Heemstralaan
- Transformatorhuisje (Arnhem, Weg achter het Bos): een rijksmonument in Arnhem aan de Weg achter het Bos
- Transformatorhuisje (Beekbergen): een rijksmonument in Beekbergen
- Transformatorhuisje (Borculo): een rijksmonument in Borculo
- Transformatorhuisje (Doorwerth): een rijksmonument in Doorwerth
- Transformatorhuisje (Druten): een rijksmonument in Druten
- Transformatorhuisje (Ede): een rijksmonument in Ede
- Transformatorhuisje (Hattem): een rijksmonument in Hattem
- Transformatorhuisje (Heilig Landstichting): een rijksmonument in Heilig Landstichting
- Transformatorhuisje (Hoog Soeren): een rijksmonument in Hoog Soeren
- Transformatorhuisje (Kesteren): een rijksmonument in Kesteren
- Transformatorhuisje (Lent): een rijksmonument in Lent
- Transformatorhuisje (Leuth): een gemeentelijk monument in Leuth
- Transformatorhuisje (Nijbroek): een rijksmonument in Nijbroek
- Transformatorhuisje (Nijmegen, Industrieweg): een rijksmonument in Nijmegen aan de Industrieweg
- Transformatorhuisje (Nijmegen, Waldeck Pyrmontsingel): een rijksmonument in Nijmegen aan de Waldeck Pyrmontsingel
- Transformatiehuisje (Overasselt): model PGEM K2, binnenkort in gebruik als vleermuizenhotel[1]
- Transformatorhuisje (Persingen): een rijksmonument in Persingen

## Groningen

### Rijksmonumenten
- Transformatorhuisje (Groningen, Esserhaag): Groningen, Goeman Borgesiuslaan 161 aa
- Transformatorhuisje (Groningen, Nieuwe Ebbingestraat): Groningen
- Transformatorhuisje (Leermens, Lutjerijp 2T): Leermens
- Transformatorhuisje (Leermens, Schatsborgerweg 14T): Leermens
- Transformatorhuisje (Losdorp): Losdorp
- Transformatorhuisje (Ter Apel): Ter Apel
- Transformatorhuisje (Tinallinge):  Tinallinge
- Transformatorhuisje (Huizinge):  Huizinge
- Transformatorhuisje (Nieuwolda, Hoofdweg Oost 15A): Nieuwolda
- Transformatorhuisje (Nieuwolda, Hoofdweg Oost 34): Nieuwolda
- Transformatorhuisje (Winschoten): Winschoten

### Oorlogsmonumenten
Transformatorhuisje (Grijpskerk): een oorlogsmonument bij Grijpskerk (Groningen)

### Overige
Onderstaande, niet geclassificeerde transformatorhuisjes hebben geen eigen Wiki pagina, wel een afbeelding in WikiMedia Commons, vandaar het weergeven van een kleine voorvertoning. Niet geclassificeerd betekent dat het geen rijks- of gemeente monumenten zijn.

## Niet geclassificeerde transformatorhuisjes
| plaats    | bouwjaar | architect | locatie                               | coördinaten                       | afbeelding                                    |
| --------- | -------- | --------- | ------------------------------------- | --------------------------------- | --------------------------------------------- |
| Den Horn  | onbekend | onbekend  | Dorpsstraat 2T, 9832PD Den Horn       | 53° 13′ 42,13 NB, 6° 26′ 59,28 OL |                                               |
| Groningen | onbekend | onbekend  | Klaproosstraat 304b, 9713SH Groningen | 53° 13′ 38,53 NB, 6° 35′ 05,1 OL  |                                               |
| Scharmer  | onbekend | onbekend  | Hoofdweg 32 Traf, Scharmer            | 53° 11′ 54.98″ N, 6° 42′ 31.24″ E | Transformatorhuisje Scharmer Hoofdweg 32 TRAF |
| Ulrum     | onbekend | onbekend  | Vlakkeriet 2T, Houwerzijl             | 53° 20′ 52.44″ N, 6° 20′ 7.04″ E  |                                               |

## Limburg
- Transformatorhuisje (Geleen): een gemeentelijk monument in Geleen
- Transformatorhuisje (Gennep): een gemeentelijk monument in Gennep
- Transformatorhuisje (Maastricht, Achter de Oude Minderbroeders): een gemeentelijk monument in Maastricht
- Transformatorhuisje (Maastricht, Akerstraat): een rijksmonument aan de Akerstraat in Maastricht
- Transformatorhuisje (Maastricht, Boschstraat): een gemeentelijk monument in Maastricht
- Transformatorhuisje (Maastricht, Bouillonstraat): een gemeentelijk monument in Maastricht
- Transformatorhuisje (Maastricht, Cörversplein): een gemeentelijk monument in Maastricht
- Transformatorhuisje (Maastricht, Luikerweg): een gemeentelijk monument in Maastricht
- Transformatorhuisje (Maastricht, Statensingel): een gemeentelijk monument in Maastricht
- Transformatorhuisje (Maastricht, Van Heylerhofflaan): een gemeentelijk monument in Maastricht
- Transformatorhuisje (Maastricht, Volksplein): een gemeentelijk monument in Maastricht
- Sint-Antoniuskapel: een kapel annex trafohuisje in Roosteren
- Sint-Blasiuskapel: een kapel in een voormalig trafohuisje in Cadier en Keer
- Mariakapel: een kapel annex trafohuisje in Margraten

## Noord-Brabant
- Transformatorhuisje (Dongen): een rijksmonument in Dongen

## Noord-Holland
- Transformatorhuisje (Amstelveen): een rijksmonument in Amstelveen
- Transformatorhuisje (Amsterdam, Stadhouderskade): een rijksmonument in Amsterdam aan de Stadhouderskade
- Transformatorhuisje (Graft): een rijksmonument in Graft
- Transformatorhuisje (Halfweg): een rijksmonument in Halfweg
- Transformatorhuisje (Nieuwe Niedorp): een gemeentelijk monument in Nieuwe Niedorp aan de Dorpsstraat 73

## Utrecht
- Transformatorhuisje (Amersfoort, Barchman Wuytierslaan): een rijksmonument in Amersfoort aan de Barchman Wuytierslaan
- Transformatorhuisje (Amersfoort, Hogeweg): een rijksmonument in Amersfoort aan de Hogeweg
- Transformatorhuisje (Montfoort): een rijksmonument in Montfoort
- Transformatorhuisje (Odoorn): een rijksmonument in Odoorn
- Transformatorhuisje (Soest, Krommeweg): een gemeentelijk monument in Soest
- Transformatorhuisje (Soest, Van Weerden Poelmanweg) een gemeentelijk monument in Soest

## Zuid-Holland
- Transformatorhuisje (Ameide): een rijksmonument in Ameide
- Transformatorhuisje (Delft): een rijksmonument in Delft
- Transformatorhuisje (Voorburg): in een ruim 300 jaar oud pand